# 삼성 갤럭시 A14
삼성 갤럭시 A14(영어: Samsung Galaxy A14)는 삼성전자가 생산하는 안드로이드 스마트폰이다. 5G 모델은 2023년 1월 4일에 공개되었고, 4G LTE 모델은 2023년 2월 28일에 공개되었다.